# Richard Biggs
Richard Biggs (Columbus, 18 marzo 1960 – Los Angeles, 22 maggio 2004) è stato un attore statunitense.
Biggs si diplomò alla scuola di teatro della University of Southern California.
L'attore è noto per il personaggio del Dottor Stephen Franklin nella serie televisiva Babylon 5.
Il 1º agosto 1998 sposò Lori Gerber, da cui ebbe due figli, Richard James III e Hunter Lee.
All'età di 13 anni divenne completamente sordo da un orecchio e parzialmente sordo dall'altro. Forse per questa ragione decise di devolvere il denaro ricavato dalla vendita di autografi alle convention di fantascienza alla fondazione di una scuola per bambini sordi nella contea di Orange.
Morì il 22 maggio 2004 a Los Angeles, in seguito a una dissecazione aortica.

## Filmografia parziale

### Televisione
- Il tempo della nostra vita (Days of Our Lives) - soap opera, 384 episodi (1987-1992)
- Babylon 5 - serie TV, 110 episodi (1994-1998)
- Da un giorno all'altro (Any Day Now) - serie TV, 20 episodi (1998-2000)
- Beverly Hills 90210 - serie TV, episodio 10x03 (1999)
- Sentieri (Guiding Light) - soap opera, 6 episodi (2001-2002)
- Squadra Med - Il coraggio delle donne (Strong Medicine) - serie TV, 22 episodi (2002-2004)
- CSI - Scena del crimine (CSI: Crime Scene Investigation) - serie TV, episodio 3x07 (2002)
- JAG - Avvocati in divisa (JAG) - serie TV, episodio 8x08 (2002)
- E.R. - Medici in prima linea (E.R.) - serie TV, episodio 9x14 (2003)
- Crossing Jordan - serie TV, episodio 3x09 (2004)
- Drake & Josh - serie TV, episodio 2x12 (2004)

## Doppiatori italiani
Nelle versioni in italiano delle opere in cui ha recitato, Richard Biggs è stato doppiato da:
- Mauro Gravina in Babylon 5
- Alberto Bognanni in Babylon 5 (ed. Rai 4)
- Davide Marzi in Da un giorno all'altro
- Oliviero Corbetta in Sentieri
- Giorgio Bonino in Squadra Med - Il coraggio delle donne
- Antonio Angrisano in CSI - Scena del crimine